# Mujhung
Mujhung (nepalski: मुझुङ) – gaun wikas samiti w zachodniej części Nepalu w strefie Lumbini w dystrykcie Palpa. Według nepalskiego spisu powszechnego z 2001 roku liczył on 501 gospodarstw domowych i 2526 mieszkańców (1387 kobiet i 1139 mężczyzn).